# Nadezjda (voornaam)
Nadezjda is de Nederlandse transliteratie van de Slavische meisjesnaam Надежда, hetgeen 'hoop' betekent. Vrouwen met deze naam:
- Nadezjda Alliloejeva (1901–1932), Russisch revolutionair, tweede vrouw van Jozef Stalin
- Nadezjda Asejeva (1990), Russisch langebaanschaatser
- Nadezjda Iljina (sprintster) (1949–2013), Russisch sprinter
- Nadezjda Karpova (1995), Russisch voetballer
- Nadezjda Kosintseva (1985), Russisch schaakgrootmeester
- Nadezjda Kroepskaja (1869–1939), Russisch marxistisch revolutionair, vrouw van Vladimir Lenin
- Nadjezjda Mandelstam (1899–1980), Russisch schrijver
- Nadezjda von Meck (1831–1894), Russisch zakenvrouw
- Nadezjda Misjakova (2000), Wit-Russisch zanger
- Nadezjda Nejnski (1962), Bulgaars politica
- Nadezjda Olizarenko (1953–2017), Oekraïens middellangeafstandsloper
- Nadežda Petrović (1873–1915), Servisch kunstschilder
- Nadezjda Plevitskaja (1884–1940), Russisch zanger en dubbelagent voor het Volkscommissariaat voor Binnenlandse Zaken
- Nadezjda Rjasjkina (1967), Russisch snelwandelaar
- Nadezjda Skardino (1985), Wit-Russisch biatleet
- Nadezjda Teffi (1872–1952), Russisch schrijver
- Nadezjda Tolokonnikova (1989), Russisch conceptueel kunstenaar, politiek activist en zanger van punkband Pussy Riot
- Nadezjda Tsjizjova (1945), Russisch kogelstoter
- Nadezhda Wijenberg (1964), Nederlands (voormalig Russisch) marathonloper
- Nadezjda Zacharova (1945), Russisch basketballer